# Metal Heart
Metal Heart (рус. «Металлическое сердце») — шестой студийный альбом группы Accept, вышедший в 1985 году. Альбом стал попыткой развить растущий успех группы в Соединённых Штатах за счёт написания более мелодичного материала и смягчения двусмысленного и сексуального подтекста, заменив их более мейнстримовыми темами. 

## Об альбоме
Для записи альбома звукозаписывающий лейбл выделил большой бюджет и привлёк известного продюсера Дитера Диркса, ранее работавшего с группой Scorpions, чтобы помочь представить музыку Accept более широкой аудитории по всему миру. В отличие от предыдущих альбомов группы, производство Metal Heart растянулось на несколько месяцев, потому что много времени уходило на сочинение и переписывание треков, прежде чем получились те песни, которые музыканты хотели использовать.
В открывающем альбом заглавном треке «Metal Heart» гитарист Вольф Хоффманн включил классические элементы в свой стиль игры на гитаре. В нём всегда были заметно влияние Ричи Блэкмора, но в середине трека можно отчетливо услышать обработку пьесы «К Элизе» Л. Бетховена. На самом деле Вольф впервые играл большую часть этой гитарной партии, когда Accept выступали на фестивале Monsters Of Rock в 1984 году.
Еще одна песня из альбома, «Up to the Limit», по мнению обозревателя издания Louder уравновешивает коммерческую мелодию с жёстким и резким ритмом и отмечает заметное влияние их коллег-земляков из группы Scorpions.
Песня «Teach Us to Survive», основанная на джазовой гармонии, предназначалась для американского фильма «Учитель» («The Teacher»), но CBS не смогла договориться с Warner Brothers. В этой песне Петер Балтес играет на контрабасе, а Вольф Хоффманн на очень старой джазовой гитаре. «Мы придумали эту шпионскую музыкальную атмосферу, которую мы записали с удовольствием, потому что это сильно отличается от того, что мы обычно делаем», — объяснил Хоффманн в интервью журналу American Songwriter. «Мы использовали немного другие инструменты, такие как щетки вместо барабанных палочек и действительно резкие гитарные звуки». По мнению журнала, трек «Teach Us to Survive» предложил экскурсию в джаз-метал, с галопирующим ритмическим ощущением, подчеркнутым соло-брейком джазовой гитары и баса с щелчками пальцев.

## Критика
Британская пресса встретила альбом прохладно: «Проблемы у Accept начались, когда они попытались покорить американский рынок серией довольно неоднородных альбомов, начиная с Metal Heart (или даже Balls to the Wall), от которых они так и не оправились».
Журнал Decibel, отвергая обвинения в грубой коммерциализации звучания группы, считает этот альбом образцом мелодичного метала в треках «Up to the Limit» и «Midnight Mover» в сочетании с жесткими и быстрыми треками «Dogs on Leads», «Teach Us to Survive» и «Living for Tonite», которые, по мнению журнала, являются примерами экономичного, гимнового, тевтонского металла в его лучшем проявлении.
Более критично смотрит на альбом обозреватель журнала Circus, который в своей рецензии считает, что Accept изо всех сил стараются быть новыми Scorpions, и в результате не имеют собственной музыкальной идентичности. «На Metal Heart группа играет приемлемо, и ритм-гитары Вольфа Хоффмана и Йорга Фишера особенно „кусаются“ в хорошо аранжированной „Up to the Limit“. Однако тексты песен без необходимости смещены в сторону извращенного секса, а соло-гитара играет неэмоционально». Metal Heart, по мнению журналиста, — это профессионально упакованный металлический продукт; музыка громкая и достаточно захватывающая, но, похоже, в ней отсутствует сердце.
Журнал Metal Hammer, включивший Metal Heart в свой список «500 лучших металлических альбомов всех времён», пишет о нём: «Вам не нужно много знать о немецкой стали: от заглавного трека с его праздничным, зловещим настроением до финального соло, — на всём красуется слово „классика“. Наряду с Restless and Wild, это лучший альбом Accept».

## Список композиций
Все песни написаны Accept и Дэффи
Первая сторона:
1. «Metal Heart» «Металлическое сердце» — 5:19 (содержит обработки «Славянского марша» П.И.Чайковского и пьесы «К Элизе» Л. Бетховена)
2. «Midnight Mover» «Полуночный пушер»  — 3:05
3. «Up to the Limit» «Беспредел»  — 3:47
4. «Wrong Is Right» — «Ложь это правда»  3:18
5. «Screaming for a Love Bite» «Кричу из-за укуса любви» — 4:06

Вторая сторона:
1. «Too High to Get It Right» «Понять это слишком сложно» — 3:47
2. «Dogs on Leads» «Собаки на поводках» — 4:23
3. «Teach Us to Survive» «Научи нас выживать» — 3:32
4. «Living for Tonite» «Живу ради сегодняшнего вечера» — 3:33
5. «Bound to Fail» «Обречены на провал» — 4:58

## Участники записи
Accept:
- Удо Диркшнайдер — вокал, вокальные гармонии (песни 4, 9, 10), бэк-вокал (песни 1, 8), щелчки пальцами (песня 8)
- Вольф Хоффман — лидер- и ритм-гитара (все, кроме 9), ритм-гитара (песня 9), акустическая гитара (песни 1, 10), ситар (песня 1), бэк-вокал (песни 1, 6, 7, 10)
- Петер Балтес — бас-гитара, Moog Taurus (песни 1, 5, 7, 10), восьмиструнный бас (песни 1, 8, 10), бэк-вокал (песни 1, 6, 7, 10), вокальные гармонии (песни 2, 5), акустическая, бас-гитара (песня 8)
- Йорг Фишер — гитара (все песни, кроме 4, 9), лидер- и ритм-гитара (песни 4, 9), восьмиструнный бас (песня 3), бэк-вокал (песни 1, 6, 7, 10), щелчки пальцами (песня 8)
- Штефан Кауфманн — ударные, бэк-вокал (песни 1, 6, 7, 10), литавры (песни 1, 8, 10), цимбалы и гонг (песня 1), ударные эффекты и гэнг-вокал (песня 3)

технический персонал:
- Дитер Диркс — запись, аранжировки
- Герд Раутенбах — звукооператор
- Михаэль Вагенер — сведение
- Mike Kashnitz, Peter Brandt – ассистенты звукоинженера
- Дэффи[англ.] — идея оформления
- Dirksen & Sohn Modellwerkstâtten, Stahl, Werbefotografie — обложка

## Видео
- «Midnight Mover» (1985) видеоклип

## Чарты
- Швеция 4 место
- Финляндия 2 место
- Швейцария 14 место
- Великобритания 50 место[20]
- США 94 место
- ФРГ 13 место